# 柏青 (书法家)
柏青（1945年—），號苦行僧、何需百草堂主，辽宁海城人，中国理念書法家。1962年準備入考北京工藝美術學校，由于家庭原因未能就讀。後曾寄居北京西部法海寺三年。
其字以隸書為基礎，但遵循橫粗豎細的原則，別具一格，因而被稱為柏青體。